# Isocapnia integra
Isocapnia integra is een steenvlieg uit de familie Capniidae. De wetenschappelijke naam van de soort is voor het eerst geldig gepubliceerd in 1943 door John F. Hanson.